# Ovejas eléctricas
Ovejas eléctricas fue un programa de televisión español emitido en La 2. En él, se tratan diversos temas universales y se muestra cómo la literatura los ha abarcado a lo largo de la historia mediante libros, películas o series, entre otros. Es un espacio divulgativo acerca de las numerosas y variadas manifestaciones literarias que compartimos las personas, desde un enfoque humorístico y ameno. Producido por RTVE y K 2000, es presentado por el humorista Berto Romero.

## Formato
Se trata de un programa de divulgación literaria, en el que cada programa se destina a tratar sobre una temática específica. A partir de ello, a través de varias secciones, se analiza con humor cómo se ha abordado a lo largo de la historia dicho tema, mediante obras literarias: libros, guiones de cine, series de televisión, mitos... El presentador se encuentra acompañado, además, de varios colaboradores que ayudarán a centrar el punto de vista en diferentes aspectos u obras. Una de las secciones consiste, por ejemplo, en adentrarse en la casa de un personaje famoso para descubrir su biblioteca. El nombre del programa es un guiño a la obra de ciencia ficción escrita por Phillip K. Dick, ¿Sueñan los androides con ovejas eléctricas? (1968). Se ha emitido todos los martes a las 23:00 entre el 9 de abril y el 18 de junio de 2024, en La 2.

## Producción
El programa se encuentra producido por RTVE, en colaboración K 2000 (perteneciente al The Mediapro Studio), siendo esta la empresa que produjo otro programa emitido en La 2, Órbita Laika. Más específicamente, las personas encargadas de la producción son José María Payueta, Blanca Baena y Olatz Vitorica. Las grabaciones se alargaron por cinco semanas, en uno de los platós de la productora.
En cuanto al equipo técnico, este se encuentra compuesto por José Antonio Pérez Ledo (director del programa), Aitor Gutiérrez (subdirector) y Cristina Escudero (realización). Aloma Rodríguez, María Ruisánchez, Manu Martínez y Jimena Marcos se encargan del guion, junto al propio director, Pérez Ledo.

## Reparto
El programa es presentado por el humorista Berto Romero. En las diferentes secciones a lo largo del programa, colaboran personas como la periodista Isabel Cadenas Cañón, la guionista Isabel Vázquez, el filólogo Antonio Martínez Asensio, el escritor Jorge Carrión o la escritora Marta Jiménez Serrano.

## Episodios
| N.º | Título                    | Fecha de emisión    | Media de espectadores | Cuota | Ref.   |
| --- | ------------------------- | ------------------- | --------------------- | ----- | ------ |
| 1   | «¡Esto es la guerra!»     | 9 de abril de 2024  | 337 000               | 3,3%  | [ 5 ]  |
| 2   | «Toma el dinero y corre»  | 16 de abril de 2024 | 252 000               | 2,3%  | [ 6 ]  |
| 3   | «Geografías imaginarias»  | 23 de abril de 2024 | 281 000               | 2,7%  | [ 7 ]  |
| 4   | «El arte de crecer»       | 30 de abril de 2024 | 237 000               | 2,0%  | [ 8 ]  |
| 5   | «En la mente del asesino» | 14 de mayo de 2024  | 314 000               | 2,9%  | [ 9 ]  |
| 6   | «¡Monstruos!»             | 21 de mayo de 2024  | 312 000               | 2,9%  | [ 10 ] |
| 7   | «¡Infidelidades!»         | 28 de mayo de 2024  | 337 000               | 3,1%  | [ 11 ] |
| 8   | «Naufragios»              | 4 de junio de 2024  | 288 000               | 2,7%  | [ 12 ] |
| 9   | «Distopías»               | 11 de junio de 2024 | 306 000               | 2,9%  | [ 13 ] |
| 10  | «Lazos familiares»        | 18 de junio de 2024 | 374 000               | 3,4%  | [ 14 ] |